# Kāndla
Kāndla är en ort i Indien.   Den ligger i distriktet Kachchh och delstaten Gujarat, i den västra delen av landet, 900 km sydväst om huvudstaden New Delhi. Kāndla ligger 8 meter över havet och antalet invånare är 25 845.
Terrängen runt Kāndla är mycket platt.  Närmaste större samhälle är Gāndhīdhām, 10,2 km nordväst om Kāndla.